# Romeo Wouden
Romeo Ricardo Wouden (Amsterdam, 24 december 1970) is een voormalig Nederlands voetballer.
In de jeugd speelde hij voor OSS uit Dordrecht en SC Emma waar hij ook in het eerste team speelde. Wouden begon zijn profloopbaan als linkeraanvaller in het seizoen 1988/89 bij DS'79. Hier maakte hij de naamswijziging naar Dordrecht'90 en de fusie met SVV mee. Wouden speelde twee seizoenen voor sc Heerenveen voor hij in het seizoen 1997/98 eerst kortstondig bij het Portugese Boavista FC speelde en vervolgens voor het Mexicaanse Tiburones Rojos de Veracruz. Hierna speelde hij nog een seizoen bij Sparta Rotterdam om in 2000 zijn loopbaan als huurling te beëindigen bij Dordrecht'90. Hierna speelde hij nog in de hoofdklasse bij Zwart-Wit '28 (tot het faillissement begin 2004) en Neptunus. In 2007 ging hij bij Ommoord spelen.
Na zijn voetbalcarrière tekende Wouden eerst als assistent trainer bij BVCB, waarna hij in 2012 als hoofdtrainer bij zaterdag tweedeklasser RKSV Leonidas tekende. In 2014 werd Wouden hoofdtrainer van FC Maense. Vanaf het seizoen 2016/17 traint hij HOV/DJSCR.

## Clubstatistieken
| Seizoen | Club              | Competitie           | Duels | Goals |
| ------- | ----------------- | -------------------- | ----- | ----- |
| 1987/88 | SC Emma           | Tweede klasse B (Zo) | -     | -     |
| 1988/89 | DS '79            | Eerste divisie       | 2     | 0     |
| 1989/90 | DS '79            | Eerste divisie       | 14    | 2     |
| 1990/91 | Dordrecht'90      | Eerste divisie       | 32    | 13    |
| 1991/92 | SVV/Dordrecht '90 | Eredivisie           | 25    | 8     |
| 1992/93 | Dordrecht'90      | Eredivisie           | 31    | 6     |
| 1993/94 | Dordrecht'90      | Eerste divisie       | 31    | 9     |
| 1994/95 | Dordrecht'90      | Eredivisie           | 34    | 12    |
| 1995/96 | sc Heerenveen     | Eredivisie           | 32    | 11    |
| 1996/97 | sc Heerenveen     | Eredivisie           | 22    | 8     |
| 1997/98 | Boavista FC       | Primeira Liga        | 1     | 0     |
| 1998    | CD Veracruz       | Primera División     | 8     | 1     |
| 1998/99 | Sparta Rotterdam  | Eredivisie           | 31    | 2     |
| 1999/00 | Sparta Rotterdam  | Eredivisie           | 1     | 0     |
| 1999/00 | → Dordrecht'90    | Eerste divisie       | 22    | 3     |
| Totaal  | Totaal            | Totaal               | 286   | 75    |